# Sismo na Itália de agosto de 2016
Um sismo de magnitude 6,6 atingiu a região central da Itália em 24 de agosto de 2016 às 3h36min CEST (1h36min UTC), próximo ao município de  Nórcia, 75 km a sudeste de Perúgia e 45 km ao norte de Áquila, em uma área de tríplice fronteira entre as regiões da Úmbria, do Lácio e das Marcas. A defesa civil italiana confirmou ao menos 299 mortos (só em Amatrice foram encontrados 224 corpos) e cerca de 368 feridos.
O sismo inicial foi seguido de ao menos 200 tremores secundários, um dos quais com magnitude 5,5. Minutos depois do primeiro tremor, outro sismo de magnitude 4,6 atingiu Rieti, na mesma região. O Serviço Geológico dos Estados Unidos (USGS) informou inicialmente que o sismo teria ocorrido a uma profundidade de 10 km, com magnitude 6,4. A magnitude foi posteriormente corrigida pelo USGS para 6,6, enquanto que o Centro Sismológico Euro-Mediterrânico informou a magnitude 6,1.
Os primeiros relatórios indicavam graves danos no povoado de Amatrice próxima ao epicentro, e em Accumoli e Pescara del Tronto. O maior tremor e suas réplicas foram percebidos em grande parte da região central da Itália, incluindo Roma, Nápoles e Florença. Esse foi o maior sismo desde 2009, quando um sismo próximo a Áquila, na região dos Abruzos, deixou mais de 300 mortos e desalojou cerca de 65 mil pessoas.
O prefeito de Amatrice, Sergio Pirozzi, afirmou que "Amatrice já não está aqui, metade da cidade está destruída". Fotografias da destruição mostravam um enorme amontoado de escombros no centro da cidade, restando em pé apenas algumas estruturas na periferia. Estimativas oficiais do governo italiano calcularam os prejuízos em cerca de 7 bilhões de euros, mas esse valor pode ser ainda maior, pois não leva em conta os estragos causados pelos sismos de outubro.
Sismos não são raros na Itália, pois o país está localizado na junção da placa eurasiática com a sub-placa do Mar Adriático. Foi dessa junção que surgiram os Montes Apeninos. 

## Tremores
| Data / hora (UTC)                                     | Magnitude | Tipo | Profundidade Hipocentro | Epicentro   | Epicentro | Epicentro |
| Data / hora (UTC)                                     | Magnitude | Tipo | Profundidade Hipocentro | Localização | Latitude  | Longitude |
| ----------------------------------------------------- | --------- | ---- | ----------------------- | ----------- | --------- | --------- |
| 2016-08-24 01:36:32                                   | 6,0       | Mw   | 8,1 km                  | Rieti       | 42.6983   | 13.2335   |
| 2016-08-24 01:37:26                                   | 4,5       | ML   | 9,0 km                  | Rieti       | 42.7123   | 13.2533   |
| 2016-08-24 02:33:28                                   | 5,4       | Mw   | 8,0 km                  | Perugia     | 42.7922   | 13.1507   |
| 2016-08-24 11:50:30                                   | 4,5       | ML   | 9,8 km                  | Perugia     | 42.8197   | 13.1602   |
| Fonte: Istituto Nazionale di Geofisica e Vulcanologia |           |      |                         |             |           |           |